# Federazione del Mali
La Federazione del Mali (in arabo اتحاد مالي‎?‎) era una federazione dell'Africa occidentale, esistita per alcuni mesi, dall'aprile 1959 all'agosto 1960. Comprendeva le due ex colonie francesi del Senegal e della Repubblica sudanese (o Sudan francese).

## Storia
Fondata il 4 aprile 1959 come territorio con autogoverno all'interno della Comunità francese e divenne indipendente dopo i negoziati con la Francia il 20 giugno 1960. Due mesi dopo, il 19 agosto 1960, i leader della Repubblica sudanese nella Federazione del Mali mobilitarono l'esercito e i leader del Senegal nella federazione per risposta mobilitarono la gendarmeria (polizia nazionale); ciò provocò una situazione di stallo che portò al ritiro del Senegal dalla federazione. Il giorno successivo i funzionari della Repubblica sudanese resistettero a questo scioglimento, interruppero le relazioni diplomatiche con il Senegal e come ritorsione cambiarono il nome del loro paese in Mali. Durante la breve esistenza della Federazione, il premier fu Modibo Keïta (che sarebbe poi diventato il primo presidente del Mali) e il suo governo aveva sede a Dakar, attuale capitale del Senegal.

## Geografia

La Federazione nell'aprile 1959, comprendente anche Dahomey e Alto Volta

La federazione del mali era composta da un'unione tra Senegal e Mali (conosciuto all'epoca come Sudan francese), e ne fecero parte per alcune settimane anche Dahomey e Alto Volta (gli odierni Benin e Burkina Faso). Principalmente, la federazione occupava aree del deserto del Sahara, soprattutto nel Mali.

## Formazione
Alla fine di novembre 1958, il Sudan francese, il Senegal, l'Alto Volta e il Dahomey dichiararono tutti l'intenzione di unirsi alla Comunità francese e formare una federazione che collegasse insieme le quattro colonie. Il Sudan francese e il Senegal, nonostante le divisioni di lunga data tra i loro principali partiti politici, erano i sostenitori più entusiasti della federazione, ma il Dahomey e l'Alto Volta erano più esitanti nel loro desiderio di unirsi alla federazione. Il Sudan francese invitò i rappresentanti di ciascuno dei quattro paesi (e la Mauritania come osservatore) a Bamako dal 28 al 30 dicembre per discutere la formazione della federazione. Il Sudan francese e il Senegal nominarono Modibo Keïta presidente dell'incontro e Léopold Sédar Senghor del Senegal come leader chiave su molte questioni, incluso lo sviluppo del nome di "Federazione del Mali" per l'unione proposta.
Sebbene l'Alto Volta e il Dahomey dichiarassero un sostegno formale alla federazione e l'Alto Volta avesse anche approvato la Costituzione della Federazione del Mali il 28 gennaio 1959, le pressioni politiche della Francia e della Costa d'Avorio, entrambe contrarie alla federazione, sebbene per ragioni molto diverse, non portarono nessuna delle due a ratificare una costituzione che li includesse all'interno della federazione. Il risultato fu che solo le colonie del Sudan francese (ora denominata Repubblica sudanese) e del Senegal furono impegnate nelle discussioni sulla formazione della federazione durante il 1959.
Le elezioni del marzo 1959 sia nel Sudan francese che in Senegal cementarono il potere dei principali partiti che spingevano per la formazione di una federazione. L'Union Soudanaise-Rassemblement Démocratique Africain (US-RDA) di Keïta ottenne il 76% dei voti nel Sudan francese e tutti i seggi nell'assemblea territoriale. L'Union Progressiste Sénégalaise (UPS) di Senghor ottenne l'81% dei voti e tutti i seggi nell'assemblea territoriale del Senegal. Sebbene Senghor avesse vinto le elezioni con un ampio margine, alcuni marabutti islamisti conservatori sostennero la candidatura di Cheikh Tidjane Sy. Quella sfida al partito di Senghor mostrò parte della debolezza nella base politica interna di Senghor e richiese un complesso sistema di alleanze con vari collegi elettorali nazionali, che sarebbero entrambi diventati importanti con il progredire della federazione. Sy fu arrestato il giorno delle elezioni a causa di alcuni disordini, che furono attribuiti al suo partito.
Dopo le elezioni, le assemblee del Senegal e del Sudan francese approvarono la federazione e avviarono il processo di costruzione di un sistema politico per unire le due colonie. Ciò comportò tre diversi progetti politici con il principio di parità (anche rappresentanza di entrambe le colonie) sancito in ciascuno un governo federale, movimenti sociali uniti (un movimento operaio e giovanile) e un partito politico condiviso per entrambi i paesi. Il governo federale avrebbe avuto un'assemblea federale composta da 20 membri di ciascuna delle colonie (40 in totale), un presidente (che sarà eletto nell'agosto 1960) e sei ministri federali (con 3 per ciascuna colonia). Fino all'elezione di un presidente, il premier della Federazione del Mali doveva essere Keïta e il vicepremier (e responsabile delle forze armate) doveva essere Mamadou Dia dal Senegal. Inoltre, nell'ambito del principio di parità, qualsiasi iniziativa legislativa richiedeva la firma sia del premier (poi presidente) che del ministro competente in materia. Le colonie avrebbero dovuto dividere tra loro le tasse di importazione ed esportazione riscosse nel porto di Dakar a vantaggio del Sudan francese, che aveva quasi un terzo del suo bilancio del 1959 fornito da quel reddito fiscale.
Allo stesso tempo, la federazione del Mali cercò di creare organizzazioni sociali unificate per facilitare l'unione tra i paesi. Ciò comportò la creazione di movimenti sindacali e giovanili per operare sia a livello federale che nazionale e un partito politico unificato. Il partito politico fu il progetto principale in quanto i partiti al potere in entrambe le colonie si unirono per formare il Parti de la Fédération Africaine (PFA). Fu organizzato separatamente dal governo federale ma con molti degli stessi membri e leader. Senghor era il presidente del partito e Keïta era il segretario generale. Inoltre, per avere un'influenza regionale, Djibo Bakary del Niger ed Emile Zinsou del Dahomey furono nominati vicepresidenti del partito. Come articolato al primo congresso della PFA nel luglio 1959 da Senghor, sarebbe stato l'unico partito politico del paese e avrebbe dovuto mirare a unire i diversi gruppi etnici del territorio.
Nel dicembre 1959, la Francia e la Federazione del Mali avviarono i negoziati sull'indipendenza e la sovranità della federazione. I negoziati furono formalmente avviati quando il presidente francese Charles de Gaulle visitò Bamako il 13 dicembre 1959 e durarono fino al marzo 1960. Sebbene i francesi avessero resistito alla Federazione del Mali, ma dopo che i due paesi hanno mostrato la volontà di rimanere all'interno della Comunità francese e della zona del franco e per mantenere le basi militari francesi nel suo territorio, i francesi appoggiarono la formazione della federazione. I negoziati furono concordati il 20 giugno 1960 per il giorno formale dell'indipendenza della Federazione del Mali.

## Tensione politica e dissoluzione
Le tensioni sorsero rapidamente all'interno della Federazione del Mali; a differenza di altre aree dell'Africa occidentale francese, il Sudan francese e il Senegal non avevano registrato quantità significative di migrazione o movimento interculturale durante il periodo coloniale. Sebbene il principio di parità consentisse a entrambi i paesi di unirsi senza temere di perdere la propria sovranità, provocò anche ricadute politiche, poiché le controversie politiche si spostavano da un'arena all'altra. Allo stesso modo, il Parti de la Fédération Africaine cercò di unire due partiti politici, che si trovavano in situazioni molto diverse con il partito politico del Sudan francese, avendo raggiunto il dominio politico, ma il partito del Senegal aveva bisogno di un elaborato e complesso accordo di alleanze per mantenere l'autorità. Inoltre, alcuni degli aspetti lasciati nel vago nelle prime discussioni diventarono temi chiave del dibattito tra i leader politici del Senegal e del Sudan francese man mano che la loro articolazione diveniva più importante, comprese le forze armate, lo sviluppo di una burocrazia indigena, la forza del il governo federale e il rapporto con la Francia.
I disaccordi rimasero gestibili fino all'aprile 1960, dopo la conclusione dei negoziati con la Francia per il riconoscimento dell'indipendenza. Il Sudan francese iniziò a spingere per un unico esecutivo nella federazione con un'autorità indipendente significativa. Il Senegal preferiva mantenere il principio di parità come era stato sviluppato nel 1959 e limitare il potere di qualsiasi presidente. Quando un congresso della PFA per decidere la questione finì in una situazione di stallo, i suoi membri esterni alla federazione furono chiamati a mediare e raccomandarono la creazione di un esecutivo unico che fosse nominato da un numero uguale di rappresentanti del Senegal e del Sudan francese, ma anche che la tassazione non fosse più stata ampiamente condivisa tra le due colonie (una posizione chiave del Senegal). Sebbene la questione fu risolta con l'accordo di entrambe le parti, seguirono rapidamente una serie di malintesi. Quando il Sudan francese tentò di rimuovere una base militare all'interno dei suoi territori, fu interpretato come un tentativo di espellere i francesi dall'intero territorio, visto con sospetto sia dal Senegal che dalla Francia.
La tensione raggiunse il culmine nell'agosto 1960 in preparazione all'elezione del presidente della Federazione del Mali. Cheikh Tidjane Sy, che era stato scarcerato ed era diventato membro del partito politico di Senghor, disse di essere stato avvicinato da rappresentanti del Sudan che avevano espresso una preferenza per un presidente musulmano della Federazione del Mali (come Sy) piuttosto di un presidente cattolico (come Senghor). Un'indagine degli alleati politici di Senghor trovò prove che emissari francesi del Sudan avevano fatto visita allo zio di Sy, che era un leader politico musulmano. Più o meno nello stesso periodo, Keïta, in qualità di Premier della Federazione del Mali, iniziò a incontrarsi formalmente con molti dei leader politici musulmani del Senegal, sebbene non ci siano prove di alcuna discussione sull'indebolimento della leadership di Senghor. Il 15 agosto, Senghor, Dia e altri leader politici del Senegal iniziarono a lavorare su come far uscire il Senegal dalla federazione. Mamadou Dia, in qualità di vicepremier e responsabile della difesa nazionale, iniziò a valutare la disponibilità di varie unità militari nel caso la situazione politica diventasse ostile. Queste domande alle varie unità militari provocarono il panico da parte di Keïta e dei politici sudanesi francesi. Il 19 agosto, con la notizia dell'armamento di contadini senegalesi a Dakar, Keïta ha rimosse Dia dalla carica di ministro della Difesa, dichiarò lo stato di emergenza e mobilitò le forze armate. Senghor e Dia riuscirono a trovare un alleato politico nell'esercito per smobilitare i militari e poi ebbero la gendarmeria nazionale che circondava la casa di Keïta e gli uffici del governo.
Il Senegal dichiarò l'indipendenza dalla Federazione del Mali alla mezzanotte del 20 agosto. Ci furono poche violenze e il 22 agosto i funzionari francesi del Sudan furono rispediti su un treno sigillato a Bamako. La federazione potrebbe essere stata salvata nonostante la crisi, ma rimandando Keïta e gli altri su un treno caldo e sigillato nel mese di agosto, anziché su un aereo, Keïta dichiarò che la ferrovia sarebbe stata distrutta al confine dopo il viaggio. Le nazioni indipendenti del Senegal e della Repubblica del Mali furono riconosciute dalla maggior parte dei paesi entro la metà di settembre e accettate nelle Nazioni Unite alla fine di settembre 1960.